# Edesheim
Edesheim là một đô thị thuộc huyện Südliche Weinstraße, bang Rheinland-Pfalz, Đức. Đô thị này có diện tích 16,32 km², dân số thời điểm 31 tháng 12 năm 2006 là 2306 người. Paul Henri Thiry d’Holbach sinh ra ở đây.

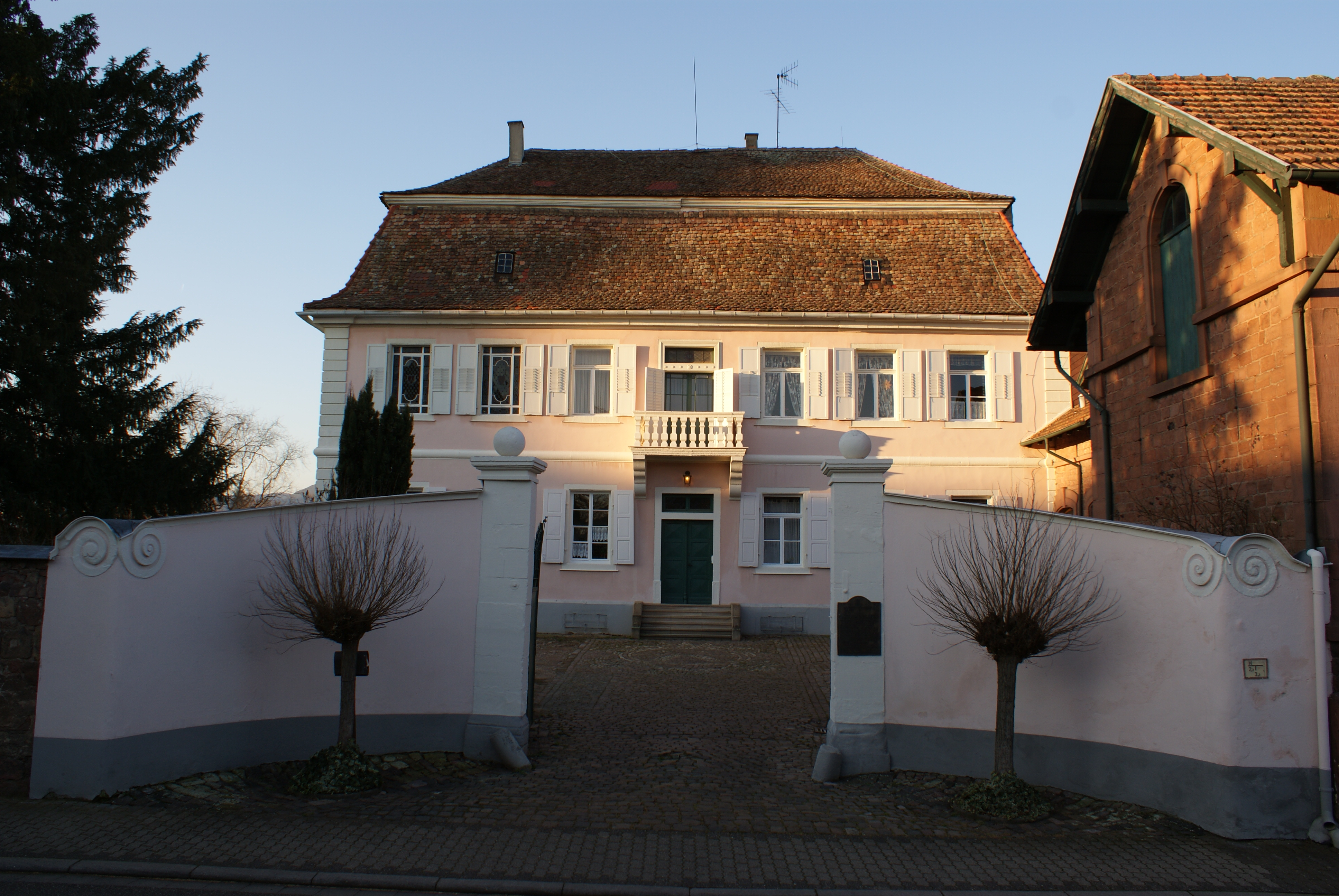
House of Paul Henri Thiry d’Holbach
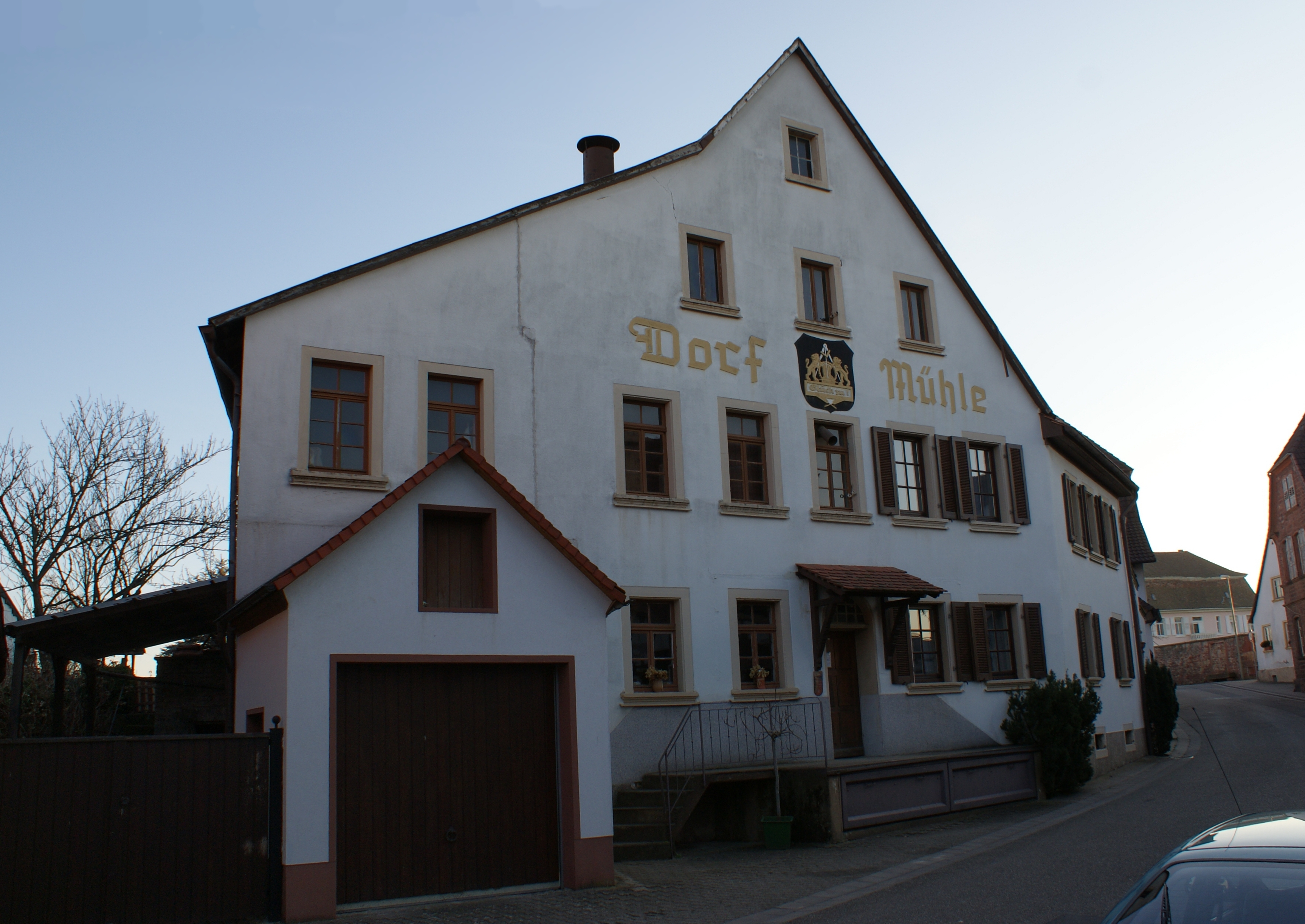
Millhouse, first mentioned in 1354
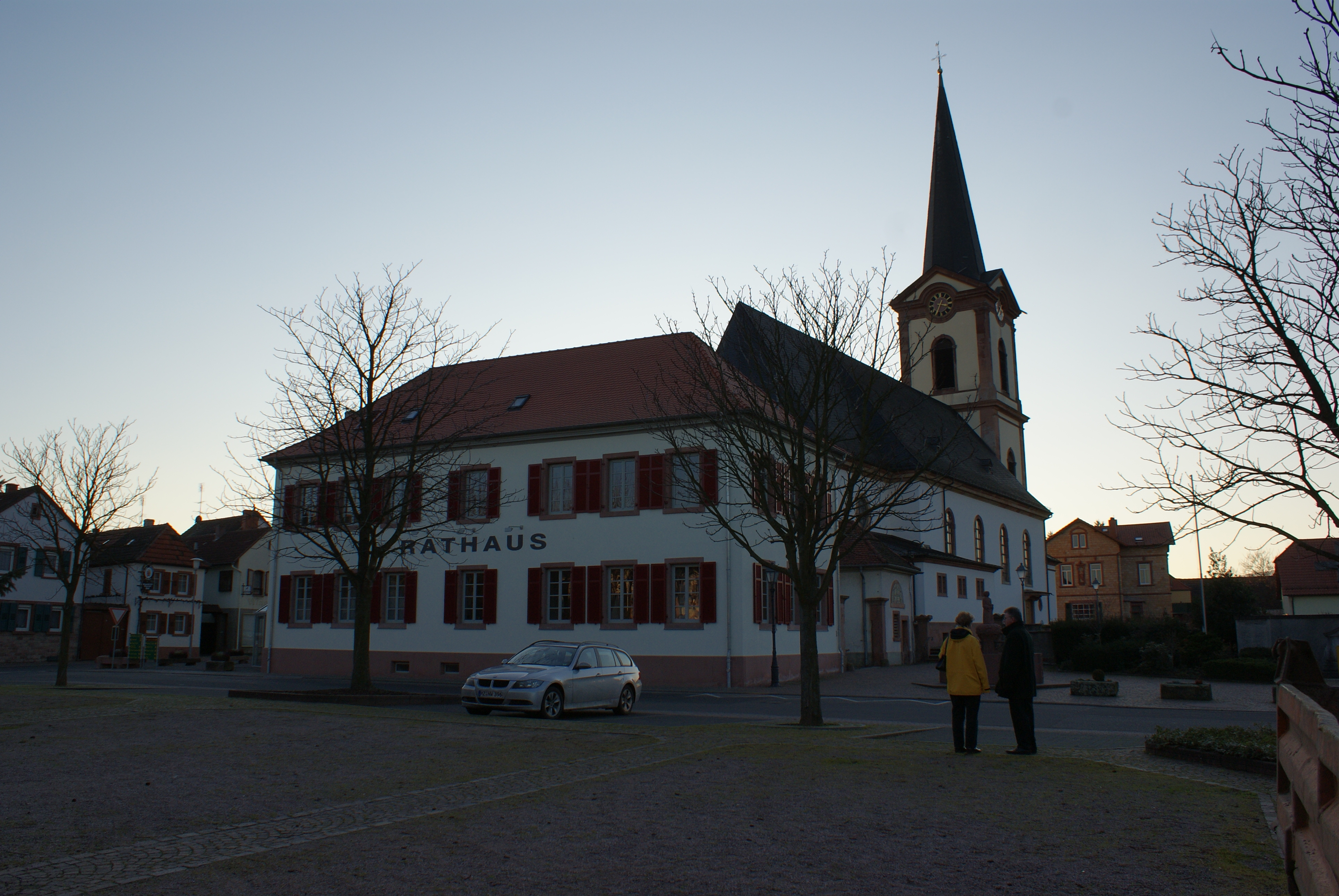
Cityhall and Church